# Południowa Legia Rzeczypospolitej Polskiej
Południowa Legia Rzeczypospolitej Polskiej – polska formacja ochotnicza sformowana w Mołdawii w latach 1846–1848, w celu wsparcia powstań w Polsce w 1846 i 
1848. Liczyła kilkuset ludzi. Ostatecznie wykorzystana w rumuńskich rewolucjach narodowych w 1848 w Mołdawii i na Wołoszczyźnie. Tropiona przez wojska rosyjskie uległa zagładzie.